# Odostomia pulchra
Odostomia pulchra is een slakkensoort uit de familie van de Pyramidellidae. De wetenschappelijke naam van de soort is voor het eerst geldig gepubliceerd in 1872 door de Folin.